# マルクス・フルウィウス・ノビリオル (紀元前159年の執政官)
マルクス・フルウィウス・ノビリオル（ラテン語: Marcus Fulvius Nobilior）はプレプス（平民）出身の共和政ローマの政務官。紀元前159年に執政官（コンスル）を務めた。

## 出自
ノビリオルはプレブスのフルウィウス氏族の出身である。フルウィウス氏族は紀元前4世紀の中頃にトゥスクルム（en）からローマに移住し、紀元前322年にはルキウス・フルウィウス・コルウスが氏族最初の執政官となっている。
父は紀元前189年の執政官で同名のマルクス・フルウィウス・ノビリオルである。祖父のプラエノーメン（第一名、個人名）もマルクスであるが、名前以外の情報は無い。曽祖父は紀元前255年の執政官であるセルウィウス・フルウィウス・パエティヌス・ノビリオルと思われる。

## 経歴
紀元前171年に護民官に就任し、紀元前166年にはアエディリスを務めている。この年にテレンティウスの喜劇『アンドロス島の女』が初演されている。
紀元前159年に執政官に就任。同僚執政官はパトリキ（貴族）のグナエウス・コルネリウス・ドラベッラであった。両執政官は賄賂禁止法（コルネリウス・フルウィウス法、Lex Cornelia Fulvia de ambitu）を制定している。またノビリオルはリグリアに出征して勝利、翌年には凱旋式を実施している。

## 参考資料

### 古代の資料
- ティトゥス・リウィウス『ローマ建国史』
- カピトリヌスのファスティ
- 凱旋式のファスティ

### 研究書
- Münzer F. "Fulvius" // Paulys Realencyclopädie der classischen Altertumswissenschaft . - 1910. - Bd. VII, 1. - Kol. 229.
- T. R. S. Broughton (1951). The Magistrates of the Roman Republic Vol.1. American Philological Association